# Analog Devices
Analog Devices — одна з найбільших американських компаній з виробництва інтегральних мікросхем для вирішення задач перетворення сигналів (у тому числі аналого-цифрових перетворювачів та цифрових сигнальних процесорів).
Торгівля  акціями Analog Devices здійснюється на Нью-Йоркській фондовій біржі. Компанія входить у список S&P 500.

## Історія
Компанія заснованя у 1965 двома випускниками Массачусетського технологічного інституту Реєм Стейтом та Метью Лорбером. У 1969 організована первинна публічна пропозиція акцій і  Analog Devices стала публічною компанією.
Штаб-квартира компанії знаходиться у Норвуді, штат Массачусетс. Крім того, декілька офісів компанії розміщено в інших частинах США. Фірма має дослідні центри у Великій Британії, Австралії, Німеччині, Іспанії, Ізраїлі, Китаї, Японії, Тайвані та Індії.

## Продукція
- Підсилювачі та компаратори
- Ана́лого-цифрові перетво́рювачі
- Цифро-аналогові перетворювачі
- Цифрові сигнальні процесори: ADSP-21xx, Blackfin, SHARC, TigerSHARC
- Мікросхеми для обробки аудіо та відео сигналів
- Мікросхеми для генерації та розповсюдження сигналів синхронізації
- Джерела опорної напруги
- Цифрові обчислювальні синтезатори